# Dmitri Sergejewitsch Arsenjew

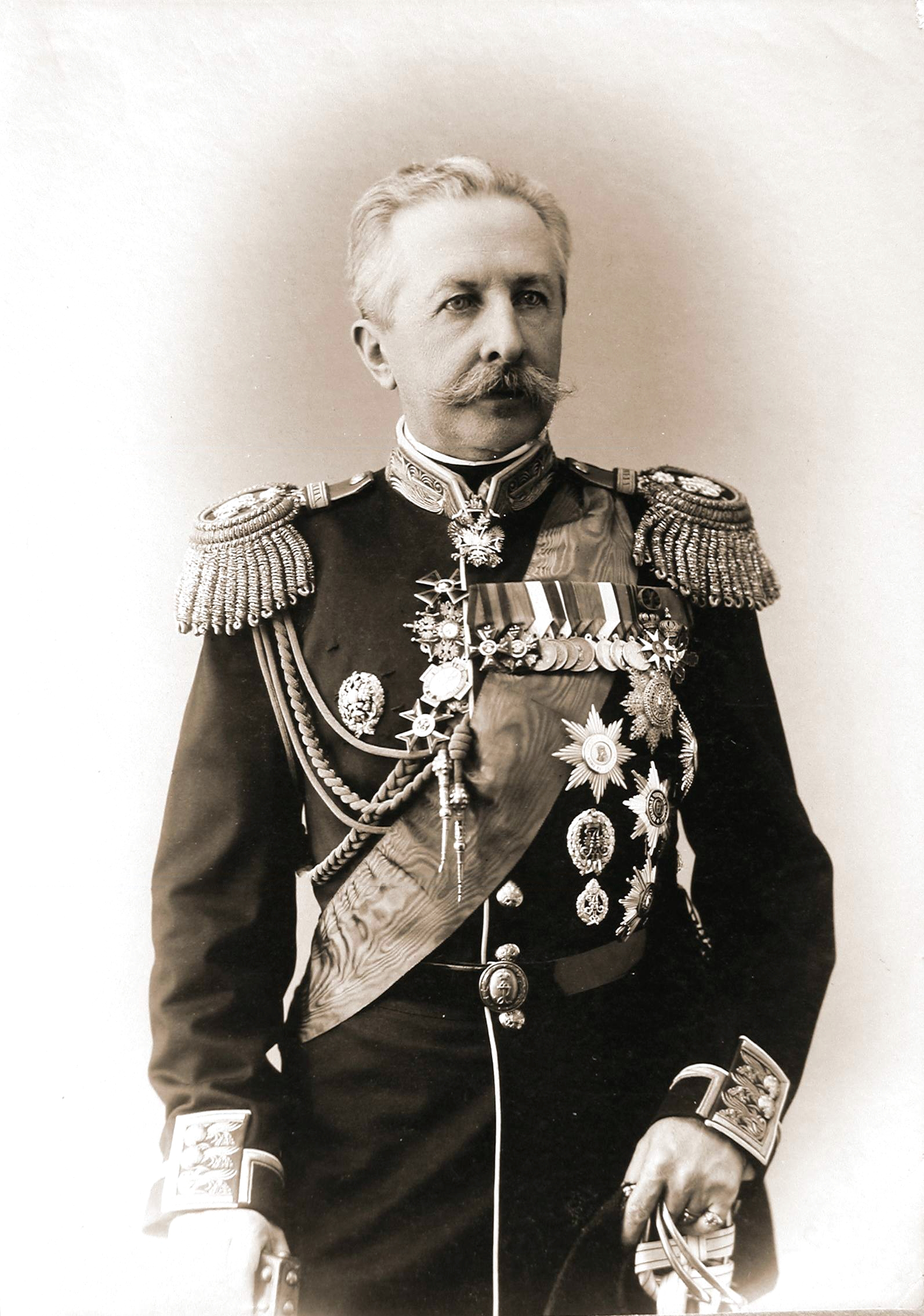
Admiral Dmitri Sergejewitsch Arsenjew (vor 1904)

Dmitri Sergejewitsch Arsenjew (russisch Дмитрий Сергеевич Арсеньев; * 14. Septemberjul. / 26. September 1832greg. in Moskau; † 14. Septemberjul. / 27. September 1915greg. in Zarskoje Selo) war ein russisch-baltischer Adliger und Admiral in der Kaiserlich-russischen Marine. Er war Träger hoher militärischer Auszeichnungen und Mitglied der Admiralität.

## Militärische Laufbahn
Seine militärische Ausbildung begann als Gardemarin im Kadetten-Korps der kaiserlich-russischen Marine. 1848, im Alter von 16 Jahren, wurde er zum Seekadett befördert. Seine ersten seemännischen Erfahrungen sammelte er auf einer Fregatte und einem Schoner. 1850 absolvierte er an der Seekriegsakademie N. G. Kusnezow seine Offiziersausbildung und wurde offiziell in die kaiserlich-russische Marine aufgenommen. Seine Feuertaufe erhielt er 1852 im Einsatz auf der Korvette Prinz von Warschau in der Ost- und Nordsee. Von Mai bis August 1853 diente er auf einer Fregatte die zwischen Sankt Petersburg – Kronstadt und Peterhof eingesetzt war. 1853 wurde er zum Leutnant befördert, auf die Korvette Navarin versetzt und nahm am Winterfeldzug von 1853–1854 teil. Im Krimkrieg befehligte er vier Kanonenboote der Rigaer Flottille, die in der westliche Düna operierten.
1855 erhielt er sein erstes Schiffskommando; er befehligte den Dampfer Fontanka, der die Schifffahrt zwischen Sankt Petersburg – Kronstadt – Oranienbaum und Peterhof absicherte. Im gleichen Jahr wurde er zum Adjutanten des Seeministers Ferdinand von Wrangel (1797–1870) ernannt. Danach schlossen sich weitere seemännische Verwendungen an: 1856 Wachoffizier auf einer Korvette, 1857–1858 Wachoffizier auf der Schraubenkorvette Vepr in der Ostsee und am Schwarzen Meer. 1859 diente er in der Flottille und wurde 1860 zum Adjutanten des Großfürsten und Admirals Konstantin Nikolajewitsch Romanow (1827–1892) ernannt; im selben Jahr erhielt er das Kommando über die Kanonenboote der „Walross-Klasse“.
Im Oktober 1860 übernahm er in London das Schraubenboot Walross, mit dem er zwischen 1860 und 1862 Exkursionen durch Afrika und Asien unternahm. 1862 wurde er zum Flaggkapitän des Geschwaders von Konteradmiral Popov ernannt und segelte mit der Gaidamak nach Japan, Alaska, San Francisco, und durch den Panamakanal bis nach New York. Nach seinen Expeditionsreisen im Auftrag des russischen Zaren erhielt er den Auftrag die Weichselflotte aufzubauen; hierzu war er ab 1862 in Warschau. Während des Polenaufstandes im Jahre 1863 war er als persönlicher Berater von Admiral Konstantin Nikolaijewitsch Romanow eingeteilt. In den Jahren 1864 bis 1885 war er Lehrer und Kurator der Großfürsten Sergei Alexandrowitsch Romanow (1857–1905) und Paul Alexandrowitsch Romanow (1860–1919), den Söhnen Zar Alexander II. (1818–1881). Am 29. April 1877 wurde Dmitri Sergejewitsch Arsenjew zum Konteradmiral befördert und war während des russisch-türkischen Krieges (1877–1878) persönlicher Flügeladjutant des Großfürsten Sergej Alexandrowitsch.
1882 wurde er zum Leiter der jetzigen Seekriegsakademie N. G. Kusnezow, die er in die Marine integrierte und der er den akademische Grad verlieh. Am 26. Februar 1887 wurde er Vizeadmiral und gleichzeitig in den Admiralitätsrat aufgenommen. Zu seinem 50sten Dienstjubiläum wurde er am 9. August 1900 zum Admiral befördert und 1901 zum Mitglied im russischen Staatsrat berufen.

## Auszeichnungen
- 1858 Russischer Sankt Stanislaus Orden, 3. Klasse
- 1859 Russischer Orden der Heiligen Anna, 3. Klasse
- 1863 Sankt-Stanislaus-Orden, 2. Klasse
- 1865 Russischer Orden der Heiligen Anna, 2. Klasse
- 1868 Orden des Heiligen Wladimir, 4. Klasse
- 1874 Österreichischer Orden der Eisernen Krone[1]
- 1871 Orden des Heiligen Wladimir, 3. Klasse
- 1877 Sankt-Stanislaus-Orden; 1. Klasse
- 1880 Russischer Orden der Heiligen Anna 1. Klasse
- 1883 Orden des Heiligen Wladimir, 2. Klasse
- 1889 Kaiserlich-Königlicher Orden vom Weißen Adler
- 1894 Alexander-Newski-Orden
- 1910 Orden des Heiligen Wladimir, 1. Klasse

## Werke
Arsenjev hinterließ mehrere Aufsätze:
- Historischer Aufsatz zur Einführung in die Seeschifffahrt. Übersetzt aus dem Englischen // Sea Collection,[2] 1857, Nr. 6
- Zu den Gründen für die Größe des Seehandels der nordamerikanischen Vereinigten Staaten. (Auszug aus der Arbeit von Tocqueville). Übersetzt aus dem Englischen // Sea Collection, 1858, Nr. 3
- Vizeadmiral Lord Edmund Lyons // Sea Collection, 1859, Nr. 2
- Auszug aus dem Brief des Adjutanten des Großherzogs Generaladmiral Leutnant Arsenjew (vom Schraubenboot "Morzh" aus Lissabon). // "Sea collection", 1862, № 4
- Memoiren des Generaladjutanten, Admiral Dmitry Sergeyevich Arsenyev. Begann im Herbst 1899. SPb., 1907
- Aus den Notizen von D. S. Arsenyev // Russisches Archiv, 1910, Nr. 10, 11
- Aus den Notizen des Adjutanten General Admiral Dmitry Sergeyevich Arsenyev. Reisetagebuch der Großherzöge Sergey und Pavel Alexandrovich vom 24. Juli bis 8. August 1878 // Russisches Archiv,[3] 1910, Nr. 6
- Aus den Memoiren des Generaladjutanten Admiral D. S. Arsenyev. 1876–1878 // Russisches Archiv, 1911, Nr. 12
- Reise des persischen Schahs durch Russland // Russisches Archiv, 1912, Nr. 2
- Aus den Memoiren von D. S. Arsenyev. Shah Muzafer-Edinas zweite Reise nach Russland im Juli 1900 // Russisches Archiv, 1912, Nr. 2
- Aus den Memoiren des Generaladjutanten Admiral D. S. Arsenyev. Mai 1900. Reise mit dem persischen Schah von Russland von Julfa nach Alexandrovo // Russisches Archiv, 1912, Nr. 1
- Briefe von Dmitri Sergejewitsch Arsenjew, Erzieher des Großherzogs Sergej Alexandrowitsch, an Graf Sergei Alekseevich Uvarov // "Power", 1995, Nr. 2
- Biographie der Kaiserin Maria Alexandrowna. 1838–1854. M. 2019 (Hrsg.): Kuchkovo-Feld. ISBN 978-5-9950-0937-5.

## Herkunft und Familie

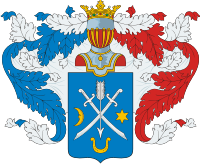
Wappen derer von Arseniew (Kurland)

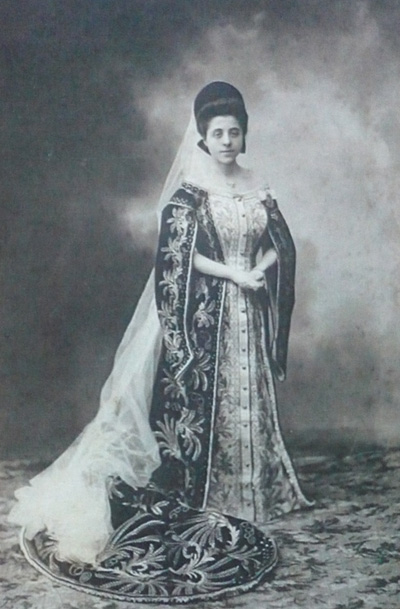
Seine Ehefrau Nadeschda Arsenjewa (geb. Skaryatin)

D. S. Arsenjew stammte aus der Adelsfamilie der Arsenjews, er ist der Enkel des ehemaligen Gouverneurs von Kurland Nikolai Iwanowitsch Arsenjew (1760–1830). Er war der Sohn des Schulinspektors Sergej Nikolaijewitsch Arsenjew (1801–1860) und der N. V. Kamynin (1805–1855). Ab 1872 war er mit der Tochter des Gouverneurs von Nowgorod, V. Ya. Skaryatin, der Hofdame von Varvara Wladimirowna (1844–1906) verheiratet. Ihre Kinder waren Sergey (1873–1941), Ivan (1874–1919), Maria (1877–1882), Nadezhda (1885–1937).